# Tiago Manuel Dias Correia
Tiago Manuel Dias Correia (Loures, Lisboa, Portugal, 12 de julio de 1990), más conocido como Bebé, es un futbolista caboverdiano. Juega de delantero y su equipo es la U. D. Ibiza de la Primera Federación.

## Trayectoria

### Primeros años
Nació en Loures. A los diez años, sus padres, oriundos de Cabo Verde, lo dejaron en un orfanato. Entre ese hogar y la calle pasó su niñez, y encontró en el deporte esa escapatoria de la cruda realidad que tantos chicos comparten alrededor del mundo.
En 2008, y gracias a esa capacidad técnica que lo hacía sobresalir, lo convocaron para participar en la Homeless World Cup (Mundial de los Sin Casa) y varios medios aseguraron que Bebé había representado a Portugal en dicho torneo, pero solo jugó algunos partidos para el CAIS, un equipo organizador-colaborador del certamen. El año siguiente, tras el crecimiento de su nombre en la escena futbolística local, el Estrela da Amadora (de la Segunda División de Portugal) lo fichó, pagándole unos 1300 euros al mes.

### Estrela da Amadora
Se desempeñó como mediocampista ofensivo o delantero. Tras 26 actuaciones en el Estrela, y a pesar de haber marcado solo cuatro goles, el Vitória Guimarães lo incorporó a sus filas en julio. El entrenador de ese equipo, Manuel Machado, aseguró que es un jugador de clase mundial. Sin embargo, no pudo disfrutarlo demasiado. Un buen desempeño en sus partidos de pretemporada atrajo el interés del Manchester United y del Real Madrid.

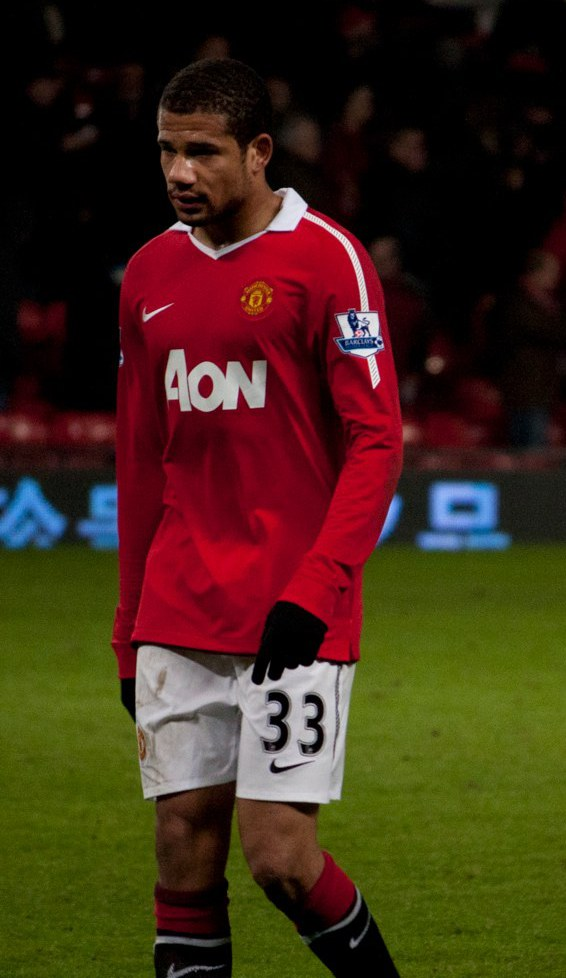
Bebé jugando por el Manchester United en 2011.

### Manchester United
El 10 de agosto de 2010, por la cantidad de 7,4 millones de libras (11.6 millones de dólares), el jugador se sumó finalmente al Manchester United. Lo recomendó Carlos Queiroz, el portugués ex asistente de Alex Ferguson en el club británico. El 12 de agosto, David Gill, indicó que Bebé no sería enviado a préstamo; en cambio, él trabajaría con el primer equipo para demostrar su valía y para aprender inglés. La transferencia se completó el 16 de agosto, después del reconocimiento médico de Bebé y la presentación de la documentación apropiada, y él se dio a conocer los medios de comunicación en una rueda de prensa del día siguiente, junto con otros nuevos fichajes como Javier Hernández y Chris Smalling. En 2012, se informó de que la policía portuguesa estaba investigando la transferencia de Bebé al Manchester United como parte de los procedimientos anticorrupción. La policía interrogó formalmente al agente de Bebé, Reis y a su actual agente, Jorge Mendes.
El 6 de septiembre, fue incluido en la lista final de 25 jugadores con los que los reds disputarían la Champions. El 22 de septiembre, Bebé hizo su debut con el Manchester United en sustitución de Park Ji-Sung en el minuto 74 de una victoria por 5-2 sobre Scunthorpe United en la tercera ronda de la Carling Cup. Su debut oficial en la Premier League con el primer equipo se produjo el 2 de octubre de 2010, en el empate 0:0 ante el Sunderland. El día 26 de octubre de 2010 marcó su primer tanto en el Manchester United en la victoria 3:2 contra el Wolverhampton Wanderers en la Carling Cup. El 2 de noviembre del mismo año, vuelve a marcar, esta vez en la victoria 3:0 ante el Bursaspor en la Liga de Campeones. El 19 de febrero de 2011 completó su primer partido completo en la victoria por 1-0 en casa contra el Crawley Town por la quinta ronda de la FA Cup.

### Beşiktaş
El 15 de junio de 2011 firmó para el club turco Beşiktaş como cedido durante toda la temporada, con una opción de compra de 2.000.000 £. Sin embargo, él sufrió una lesión en el ligamento cruzado durante un partido internacional con la selección de Portugal Sub-21 lo cual lo descartaría por seis meses. Bebé hizo su regreso de la lesión y debutó con el Beşiktaş en su partido de Superliga contra İstanbul Başakşehir FK el 26 de marzo de 2012, que salió de la banca reemplazando a Mustafa Pektemek en el minuto 76 del empate 2-2. En abril de 2012, Bebé fue expulsado de la plantilla del Beşiktaş tras una salida nocturna sin permiso del equipo y permanecer fuera hasta las primeras horas de la mañana.

### Rio Ave
El 27 de diciembre de 2012 el Rio Ave confirmó que ficharon a Bebé en calidad de préstamo.
El 9 de enero, Bebé hizo su debut en la Copa de la Liga y marcó el único gol de la victoria por 1-0 contra Marítimo Funchal en el minuto 74 para calificar para la colocación de final. Su primera aparición en la Liga con Rio Ave fue contra Olhanense, donde salió de la banca sustituto para los restantes 30 minutos del partido. Su primer gol para el lado portugués fue contra Gil Vicente, donde jugó 85 minutos antes de ser sustituido por Ahmed Hassan. Luego jugó los 90 minutos de un partido contra su equipo antiguo, Vitória de Guimarães, que Vitória ganó 3-1. Bebé consiguió su primera asistencia para Rio Ave, de nuevo contra Marítimo en la creación de Ahmed Hassan dos minutos antes del medio tiempo. Luego jugó 75 minutos en la victoria del Río Ave 2-1 contra Sporting CP, antes de anotar en su segundo gol para el club en 55 minutos contra Académica de Coimbra que resultó ser el gol de la victoria. Después de eso él no pudo encontrar la red a pesar de iniciar seis de los últimos siete partidos.

### Paços de Ferreira
El 2 de septiembre de 2013 regresó a Portugal en otro préstamo, esta vez con Paços de Ferreira hasta el final de la temporada. Hizo su debut el 14 de septiembre contra S. L. Benfica, anotando sus primeros goles en la victoria por 4-3 de distancia ante Marítimo más de 10 días después. Su forma fue impresionante en marzo, marcando seis goles en seis partidos. Él anotó dos goles en el último partido de la temporada, una derrota por 4-2 contra Académica de Coimbra, en su equipo que dio como resultado de ser introducidos en un play-off de descenso. En este play-off, contra CD Aves, Bebé marcó dos goles en la victoria por 3-1 el 21 de mayo, para terminar la temporada con 14 goles de liga y con la salvación en el bolsillo.

### SL Benfica

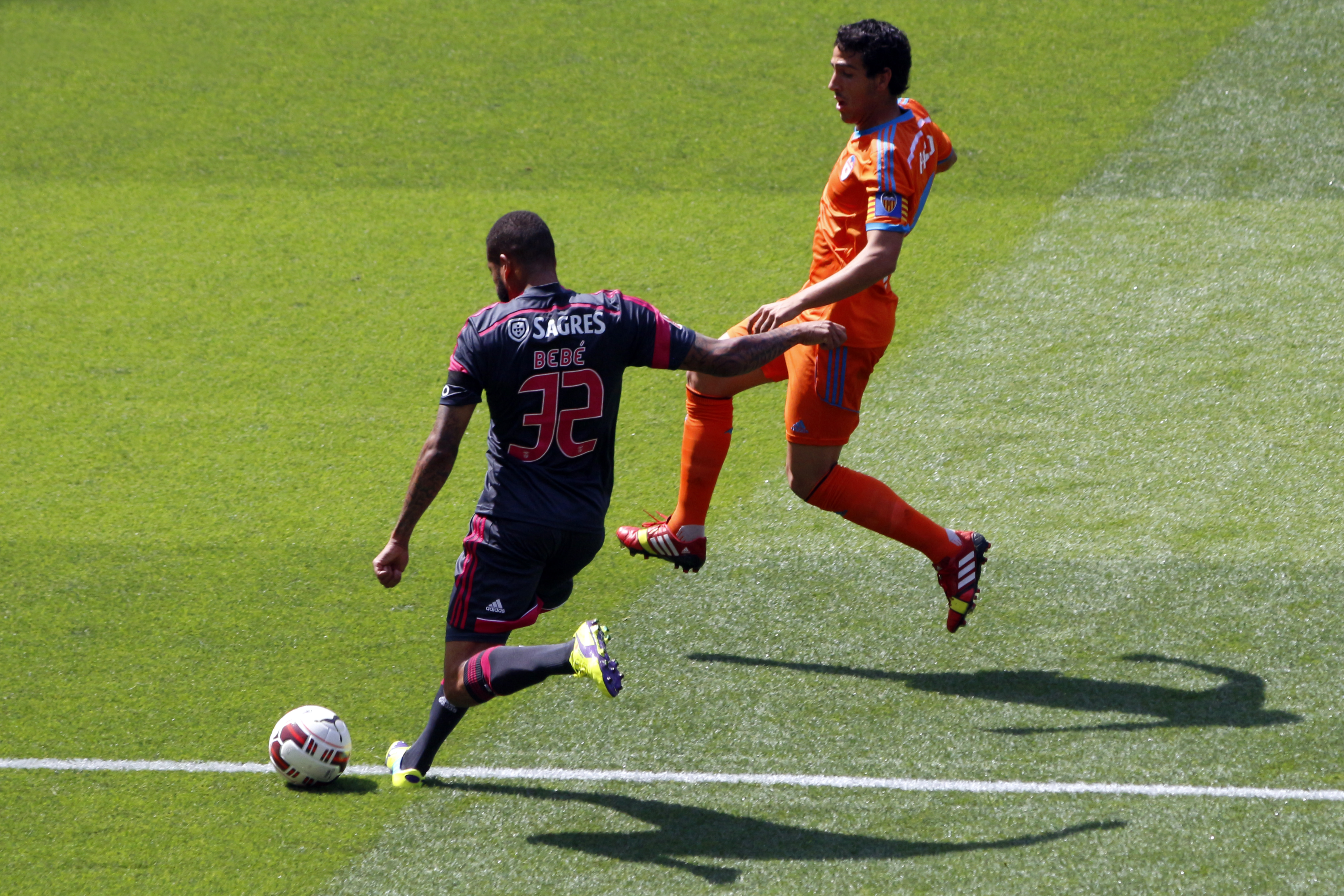
Bebé jugando con el Benfica en la Emirates Cup 2014.

El 25 de julio de 2014 se confirmó que había firmado por el campeón portugués, el SL Benfica en un contrato de cuatro años, por una cuota rumorea que es un valor de hasta 3 millones € más el 50% de cualquier futura cuota de liquidación. El 10 de agosto, ayudó a Benfica a ganar la Supercopa 2014 en una tanda de penaltis. El 21 de diciembre de 2014, debutó para el Benfica en Primeira Liga en la victoria por 1-0 en casa contra Gil Vicente, sustituyendo a Jonás a 25 minutos del final.

### España
El 8 de enero de 2015 se hizo oficial su cesión desde el Benfica al Córdoba C. F. Debutó cuatro días después en el campo de fútbol de Vallecas en un partido de la Primera División, luciendo el dorsal 24 y ganando por 0-1. No pudo marcar en 18 partidos en una temporada que terminó con el descenso del equipo cordobés.
El 10 de julio de 2015 se hizo oficial su cesión al Rayo Vallecano durante toda la temporada 2015-16. Hizo su debut el 22 de agosto en un empate sin goles contra el Valencia C. F. en el campo de fútbol de Vallecas, y anotó su primer gol para el equipo de Madrid el 26 de septiembre del mismo año, en la derrota 3-2 ante el Sevilla F. C.
A pesar de ser uno de los mejores jugadores del equipo, tras marcar tres goles y dar siete asistencias en 34 partidos, no pudo evitar su segundo descenso consecutivo.
El 12 de julio de 2016 se anunció su fichaje por la S. D. Eibar para las cuatro próximas temporadas. Debutó en la primera jornada de la liga, dando una asistencia de gol a Iván Ramis en la derrota por 2-1 ante el Deportivo de La Coruña. Por la fecha 6 de la Liga, anotó su primer gol tras una certera volea en la victoria 2-0 ante la Real Sociedad.
El 31 de agosto de 2018 regresó al Rayo Vallecano. Esta segunda etapa en el club terminó el 31 de enero de 2023 cuando fue cedido al Real Zaragoza hasta el final de la temporada. Debutó a los cinco días en un partido de la Segunda División ante el F. C. Andorra y marcó el gol de la victoria en el tiempo de descuento.
El 30 de agosto de 2024 puso fin a su segunda etapa en el Rayo Vallecano y el 3 de septiembre fichó por el Racing Club de Ferrol. Dejó el club ferrolano el siguiente 1 de febrero y se unió a la U. D. Ibiza para lo que quedaba de temporada con opción a otra.

## Selección nacional
Bebe estuvo en Portugal sub-19 como internacional. En agosto de 2010 fue llamado por la selección sub-21 por primera vez para partidos clasificatorios contra Inglaterra y Macedonia a principios de septiembre. Él hizo su debut con la sub-21, jugando como único delantero en su derrota por 1-0 a Inglaterra el 4 de septiembre. A continuación, marcó su primer gol para el equipo sub-21, tres días después en su juego final de clasificación contra Macedonia, anotando el primero de una victoria por 3-1. El 9 de agosto de 2011, cuando jugaba en Portugal sub-21 en un partido amistoso contra Eslovaquia, sufrió una lesión en el ligamento cruzado de la rodilla izquierda por el que estuvo fuera durante seis meses.
Sin posibilidad de ser convocado por la selección absoluta de Portugal, en enero de 2019, Bebé manifestó su interés en formar parte de la selección de Cabo Verde y anunció que había iniciado los trámites documentarios para ello, dada su ascendencia caboverdiana. Esperaba jugar la Copa Africana de Naciones 2021 con Cabo Verde, pero finalmente no podía ser convocado. Recién pudo ser convocado para la fecha FIFA de marzo de 2022 en los duelos contra Guadalupe, Liechtenstein y San Marino siendo titular en ambos encuentros. Debutó el 23 de marzo contra Guadalupe anotando el segundo gol del encuentro durante el segundo tiempo que acabaría con victoria caboverdiana por 2:0. En el segundo partido contra Liechtenstein marcó un doblete en el segundo tiempo donde golearían a Liechtenstein por 6:0 siendo uno de los mejores resultados obtenidos por Cabo Verde en su historia. En el último partido ante San Marino donde jugaron con un juego poco ofensivo y un equipo prácticamente B no logró anotar pero sí asistió a Papalélé en el segundo gol durante el segundo tiempo que acabaría con una humilde victoria caboverdiana por 2:0.

## Clubes
| Club                             | País       | Año           |
| -------------------------------- | ---------- | ------------- |
| Estrela da Amadora               | Portugal   | 2009-2010     |
| Manchester United                | Inglaterra | 2010-2011     |
| Beşiktaş J. K. (cesión)          | Turquía    | 2011-2012     |
| Rio Ave F. C. (cesión)           | Portugal   | 2013          |
| F. C. Paços de Ferreira (cesión) | Portugal   | 2013-2014     |
| S. L. Benfica                    | Portugal   | 2014-2015     |
| Córdoba C. F. (cesión)           | España     | 2015          |
| Rayo Vallecano (cesión)          | España     | 2015-2016     |
| S. D. Eibar                      | España     | 2016-2018     |
| Rayo Vallecano (cesión)          | España     | 2018          |
| Rayo Vallecano                   | España     | 2018-2023     |
| Real Zaragoza (cesión)           | España     | 2023          |
| Rayo Vallecano                   | España     | 2023-2024     |
| Racing Club de Ferrol            | España     | 2024-2025     |
| U. D. Ibiza                      | España     | 2025-presente |

## Estadísticas
| Club                       | Temporada     | Liga     | Liga  | Copa     | Copa  | Copa de la Liga | Copa de la Liga | Europa   | Europa | Otros    | Otros | Total    | Total |
| Club                       | Temporada     | Partidos | Goles | Partidos | Goles | Partidos        | Goles           | Partidos | Goles  | Partidos | Goles | Partidos | Goles |
| -------------------------- | ------------- | -------- | ----- | -------- | ----- | --------------- | --------------- | -------- | ------ | -------- | ----- | -------- | ----- |
| Estrela da Amadora         | 2009-10       | 26       | 4     | 0        | 0     | —               | —               | —        | —      | —        | —     | 26       | 4     |
| Manchester United          | 2010-11       | 2        | 0     | 1        | 0     | 3               | 1               | 1        | 1      | 0        | 0     | 7        | 2     |
| Manchester United          | 2011-12       | 0        | 0     | 0        | 0     | 0               | 0               | 0        | 0      | 0        | 0     | 0        | 0     |
| Manchester United          | 2012–13       | 0        | 0     | 0        | 0     | 0               | 0               | 0        | 0      | 0        | 0     | 0        | 0     |
| Manchester United          | 2013–14       | 0        | 0     | 0        | 0     | 0               | 0               | 0        | 0      | 0        | 0     | 0        | 0     |
| Manchester United          | Total         | 2        | 0     | 1        | 0     | 3               | 1               | 1        | 1      | 0        | 0     | 7        | 2     |
| Beşiktaş (cedido)          | 2011-12       | 4        | 0     | 0        | 0     | —               | —               | 0        | 0      | —        | —     | 4        | 0     |
| Rio Ave (cedido)           | 2012-13       | 17       | 1     | 0        | 0     | 2               | 1               | —        | —      | —        | —     | 19       | 2     |
| Paços de Ferreira (cedido) | 2013–14       | 27       | 12    | 2        | 1     | 3               | 0               | 5        | 0      | 2        | 1     | 39       | 14    |
| Benfica                    | 2014-15       | 1        | 0     | 1        | 0     | 0               | 0               | 3        | 0      | 1        | 0     | 6        | 0     |
| Córdoba (cedido)           | 2014-15       | 18       | 0     | 0        | 0     | —               | —               | —        | —      | —        | —     | 18       | 0     |
| Rayo Vallecano (cedido)    | 2015-16       | 34       | 3     | 3        | 0     | —               | —               | —        | —      | —        | —     | 37       | 3     |
| S. D. Eibar                | 2016-17       | 4        | 1     | -        | -     | —               | —               | —        | —      | —        | —     | 4        | 1     |
| Rayo Vallecano             | 2017-18       |          |       |          |       |                 |                 |          |        |          |       |          |       |
| Total carrera              | Total carrera | 133      | 21    | 7        | 1     | 8               | 2               | 9        | 1      | 3        | 1     | 160      | 26    |

## Palmarés

### Títulos nacionales
| Título                | Club                    | País       | Año     |
| --------------------- | ----------------------- | ---------- | ------- |
| Premier League        | Manchester United F. C. | Inglaterra | 2010-11 |
| Supercopa de Portugal | S. L. Benfica           | Portugal   | 2014    |
| Primeira Liga         | S. L. Benfica           | Portugal   | 2014-15 |